# サマッケヌプリ山
サマッケヌプリ山（サマッケヌプリやま）は、北海道清里町、中標津町、標津町にまたがる第四紀火山である。標高は1,062.3m。山体は3町にまたがるが、山頂は清里町と中標津町の境になる。山の名は、アイヌ語のサマッキヌプリ（横になった山）に由来する。

## 特徴
地質は安山岩質の成層火山である。

## 噴火活動時期
- 110万年 - 80万年前

## 登山ルート
整備された登山道はない。登頂を目指す場合は、残雪期に行くのが比較的楽である。